# Грибовка (Уфимський район)
Гри́бовка (рос. Грибовка, башк. Грибовка) — присілок у складі Уфимського району Башкортостану, Росія. Входить до складу Кирилловської сільської ради.
Населення — 316 осіб (2010; 152 в 2002).
Національний склад:
- росіяни — 54 %